# Vasilie Nicoară
Vasilie Nicoară, uneori Vasile Nicoară, (n. 13 iunie 1937, Galați, România – d. 1978) a fost un canoist de sprint⁠(d) român care a concurat în anii 1960. A câștigat cinci medalii la Campionatele Mondiale de canoe sprint ICF⁠(d): trei de aur (K-1 4×500 m, K-2 500 m, K-2 1000 m: toate în 1963⁠(d)), una de argint (K-4 1000 m: 1963) și una de bronz (K-1 4x500 m: 1966⁠(d)).
Nicoară a concurat, de asemenea, la două Jocuri Olimpice de vară, obținând cel mai bun rezultat al său, locul 4 în proba K-2 1000 m⁠(d) de la Tokyo în 1964.

## Palmares internațional
| Campionat Mondial⁠(d)  | Campionat Mondial⁠(d)      | Campionat Mondial⁠(d) | Campionat Mondial⁠(d) |
| An                    | Loc                       | Medalie              | Competiție           |
| --------------------- | ------------------------- | -------------------- | -------------------- |
| 1963⁠(d)               | Jajce⁠(d) ( Iugoslavia)    | Aur                  | K1 4×500 m           |
| 1963⁠(d)               | Jajce⁠(d) ( Iugoslavia)    | Aur                  | K2 500 m             |
| 1963⁠(d)               | Jajce⁠(d) ( Iugoslavia)    | Aur                  | K2 1000 m            |
| 1963⁠(d)               | Jajce⁠(d) ( Iugoslavia)    | Argint               | K4 1000 m            |
| 1966⁠(d)               | Berlinul de Est ( RDG )   | Bronz                | K1 4×500 m           |
| Campionat European⁠(d) |                           |                      |                      |
| An                    | Loc                       | Medalie              | Competiție           |
| 1961⁠(d)               | Poznań ( Polonia)         | Bronz                | K1 500 m             |
| 1961⁠(d)               | Poznań ( Polonia)         | Argint               | K1 1000 m            |
| 1963⁠(d)               | Jajce⁠(d) ( Iugoslavia)    | Aur                  | K1 4×500 m           |
| 1963⁠(d)               | Jajce⁠(d) ( Iugoslavia)    | Aur                  | K2 500 m             |
| 1963⁠(d)               | Jajce⁠(d) ( Iugoslavia)    | Aur                  | K2 1000 m            |
| 1963⁠(d)               | Jajce⁠(d) ( Iugoslavia)    | Argint               | K4 1000 m            |
| 1965                  | București ( R.P. Romînă ) | Aur                  | K1 4×500 m           |
| 1965                  | București ( R.P. Romînă ) | Aur                  | K2 500 m             |
| 1965                  | București ( R.P. Romînă ) | Aur                  | K2 1000 m            |
| 1965                  | București ( R.P. Romînă ) | Aur                  | K4 1000 m            |

## Distincții
- Ordinul „Meritul Sportiv” clasa a III-a (25 octombrie 1966) „pentru rezultatele deosebite obținute în competițiile sportive internaționale, precum și pentru contribuția valoroasă adusă la dezvoltarea culturii fizice și sportului în țara noastră”[6]